# 薄扶林花園
薄扶林花園（英語：Pokfulam Gardens）是香港南區的一個私人住宅屋苑，位於香港島薄扶林薄扶林道180號，由長江實業及新鴻基地產合作發展，於1979年12月入伙，由6幢住宅大樓組成，合共提供1,120個住宅單位，管理公司為新鴻基地產旗下的啟勝管理服務。

## 歷史

### 前身
薄扶林花園原址為1842年由天主教香港教區興建的聖母無原罪修院太古樓，修院於二戰時停辦。後來修院建築於1951年成為天主教聖華學校的第一代校舍，並於1957年與聖神修院開始共用，直至後者於1964年遷至黃竹坑現址為止。1970年代中期，隨著修院建築旁邊的牛奶公司薄扶林牧場由香港置地改建為大型住宅發展項目（即後來的置富花園），修院用地也落入地產發展商手中。及後，隨著聖華學校於1977年遷入沙田禾輋邨，原址建築物得以騰空拆卸，重建後成為為今日的薄扶林花園。至於附設於修院的「露德聖母堂」，則於1982年獲重置於置地為教區代建的余振強紀念第二中學校舍內。

### 地契問題
薄扶林花園的地契在1931年6月12日批出，為期75年，至2006年6月11日到期。政府在地契屆滿時才續期50年，期間業主需要繳交地租，可是因舊地契和大廈公契隨之而失效，故根據舊公契成立的業主立案法團被逼解散。由於新法團成立需時，令法團一度出現真空。而更大的問題是，舊法團持有約1,200萬港元基金被凍結，無法直接過戶予新法團，當局建議新法團根據《公司條例》向破產管理署申請將舊法團清盤，令業主白白付出約一百萬港元的清盤費用，在輿論壓力下，破產管理署最終豁免徵收其中59萬元的破產服務費，但其餘的法律費用仍要法團自行負擔。

## 物業資料
薄扶林花園分為第1至6座，每座樓高28層，其中第1、3、4、6座每層6戶，每座設有168個單位；第2、5座每層8戶，每座設有224個單位，而各個單位的建築面積介乎約520至1,345平方呎。
薄扶林花園附設基本住客會所設施，包括游泳池、健身室及兒童遊樂場等，並設有小量店舖。
值得一提的是，第6座其中一戶由印度政府持有，作為印度駐香港總領事館外交官宿舍，另有一戶為另一國家的駐港領事機構宿舍。

## 鄰近建築
- 置富花園
- 置富南區廣場
- 薄扶林村
- 中華廚藝學院
- 嘉諾撒聖心書院
- 余振強紀念第二中學
- 聖公會置富始南小學
- 德瑞國際學校薄扶林校舍

## 著名住客
- 阮小儀，香港藝人
- 何秀蘭，前立法會議員（香港島）
- 王振星，前東區區議員（太古城東）
- 麥嘉晉，香港政治人物及年輕創業家，前香港大學學生會會長，香港倡議型政治智庫民主思路聯席召集人及香港政治及行政學苑執行總監。曾參選2016年立法會選舉新界東選區但落敗。
- 蔡康年，香港藝人

## 外部連結
- 中原數據：薄扶林花園 （页面存档备份，存于）